# Dmitrij Ośkin
Dmitrij Pawłowicz Ośkin (ros. Дмитрий Павлович Оськин, ur. 25 października 1919 w Stawropolu, zm. 25 stycznia 2004 w Moskwie) – radziecki generał porucznik lotnictwa, Bohater Związku Radzieckiego (1951).

## Życiorys
Skończył 10 klas szkoły średniej i aeroklub w Tbilisi, pracował w drukarni, w listopadzie 1938 został powołany do Armii Czerwonej, w 1940 ukończył szkołę wojskowo-lotniczą w Stalingradzie. W listopadzie 1940 został młodszym lotnikiem, a w październiku 1942 dowódcą klucza 51 lotniczego pułku myśliwskiego w Zabajkalskim Okręgu Wojskowym, od kwietnia 1943 był instruktorem szkoły asów lotniczych przy 12 Armii Powietrznej Froncie Zabajkalskim, a od lipca 1943 dowódcą eskadry. W sierpniu 1944 ukończył wyższe kursy lotnicze w Lipiecku, od października 1944 uczestniczył w wojnie z Niemcami jako starszy lotnik, a od stycznia 1945 dowódca klucza, brał udział w operacji gumbinnen-gołdapskiej i operacji wschodniopruskiej. Wykonał 66 lotów bojowych, bombardując transporty i technikę wroga. Po wojnie został pomocnikiem dowódcy pułku myśliwskiego, w marcu 1951 przybył do Korei Północnej, od końca maja 1951 do marca 1952 brał udział w wojnie koreańskiej; według oficjalnych informacji wykonał wówczas ok. 150 lotów bojowych i stoczył 86 walk powietrznych, w których strącił osobiście 14 samolotów południowokoreańskich, amerykańskich i australijskich, a w grupie 1 samolot. W 1956 ukończył Akademię Wojskowo-Powietrzną w Monino i został zastępcą dowódcy, a w lipcu 1957 dowódcą 1 Gwardyjskiej Lotniczej Dywizji Myśliwskiej w Nadbałtyckim Okręgu Wojskowym, w 1961 ukończył Wojskową Akademię Sztabu Generalnego i został zastępcą dowódcy 61 Lotniczego Korpusu Myśliwskiego, od lipca 1964 służył w 24 Armii Powietrznej w Grupie Wojsk Radzieckich w Niemczech jako zastępca i od grudnia 1967 do maja 1970 I zastępca dowódcy. Później był inspektorem Sił Wojskowo-Powietrznych Głównej Inspekcji Ministerstwa Obrony ZSRR, 15 grudnia 1972 otrzymał stopień generała porucznika lotnictwa, w styczniu 1987 zakończył służbę wojskową.

## Odznaczenia
- Złota Gwiazda Bohatera Związku Radzieckiego (13 listopada 1951)
- Order Lenina (dwukrotnie - 13 listopada 1951 i 31 października 1967)
- Order Rewolucji Październikowej (27 grudnia 1982)
- Order Aleksandra Newskiego (31 maja 1945)
- Order Wojny Ojczyźnianej I klasy (11 marca 1985)
- Order Wojny Ojczyźnianej II klasy (28 lutego 1945)
- Order Czerwonej Gwiazdy (dwukrotnie - 10 października 1951 i 30 kwietnia 1954)
- Order „Za służbę Ojczyźnie w Siłach Zbrojnych ZSRR” III klasy (17 lutego 1976)
- Medal „Za zasługi bojowe” (20 czerwca 1949)

I medale.